# Castianeira brevis
Castianeira brevis är en spindelart som beskrevs av Eugen von Keyserling 1891. Castianeira brevis ingår i släktet Castianeira och familjen flinkspindlar. Inga underarter finns listade.